# 글리제 1132 b
글리제 1132 b(영어: Gliese 1132 b)는 지구로부터 약 39광년(12 파섹) 거리에 있는 외계 행성이다. 재커리 버타-톰슨 미국 매사추세츠(MIT) 공대 교수가 이끈 연구팀이 칠레의 천문관측소에서 2015년 5월 MEarth 계획 수행 중 발견했다.

## 특징
이 행성은 발견일 기준으로 누적된 발견사례 중에서도 매우 중요한 천체로 평가받았다. 글리제 1132 b는 대기 조성물, 바람의 속도, 일몰시 어머니 별의 색 등을 쉽게 예측할 수 있다. 이는 글리제 1132 b가 발견된 외계 행성 중에서 지구에 매우 가까우며 어머니 별의 크기가 작기 때문에(태양의 21%) 별의 빛이 줄어드는 정도를 보다 쉽게 파악할 수 있기 때문이다.
행성의 크기는 지구보다 약 16%가량 커서 약 1만 4806km이다. 크기는 지구와 비슷하지만 특징은 금성과 비슷하다. 어머니 별과의 거리가 225만km 로 가까운 편이여서 온도는 섭씨 232도에 달할 것으로 예상되기 때문에 물이 존재할 가능성은 희박하지만 대기가 존재할 가능성은 크다고 보고되었다.
글리제 1132 b는 단위면적당 지구의 약 19배 복사 에너지를 받는다. 이로부터 계산한 글리제 1132 b의 대기 상층부 온도는 금성보다 뜨거우며 지표면으로 하강할수록 온도는 더 올라갈 것이다.
2017년 4월에 글리제 1132 b 에 대기가 존재한다는 사실이 확인되었다. 현재까지 알려진 대기가 존재하는 행성 중에 가장 지구와 유사하다.

## 같이 보기
- 적색왜성계의 생명체 거주가능성